# Saga de Kormákr

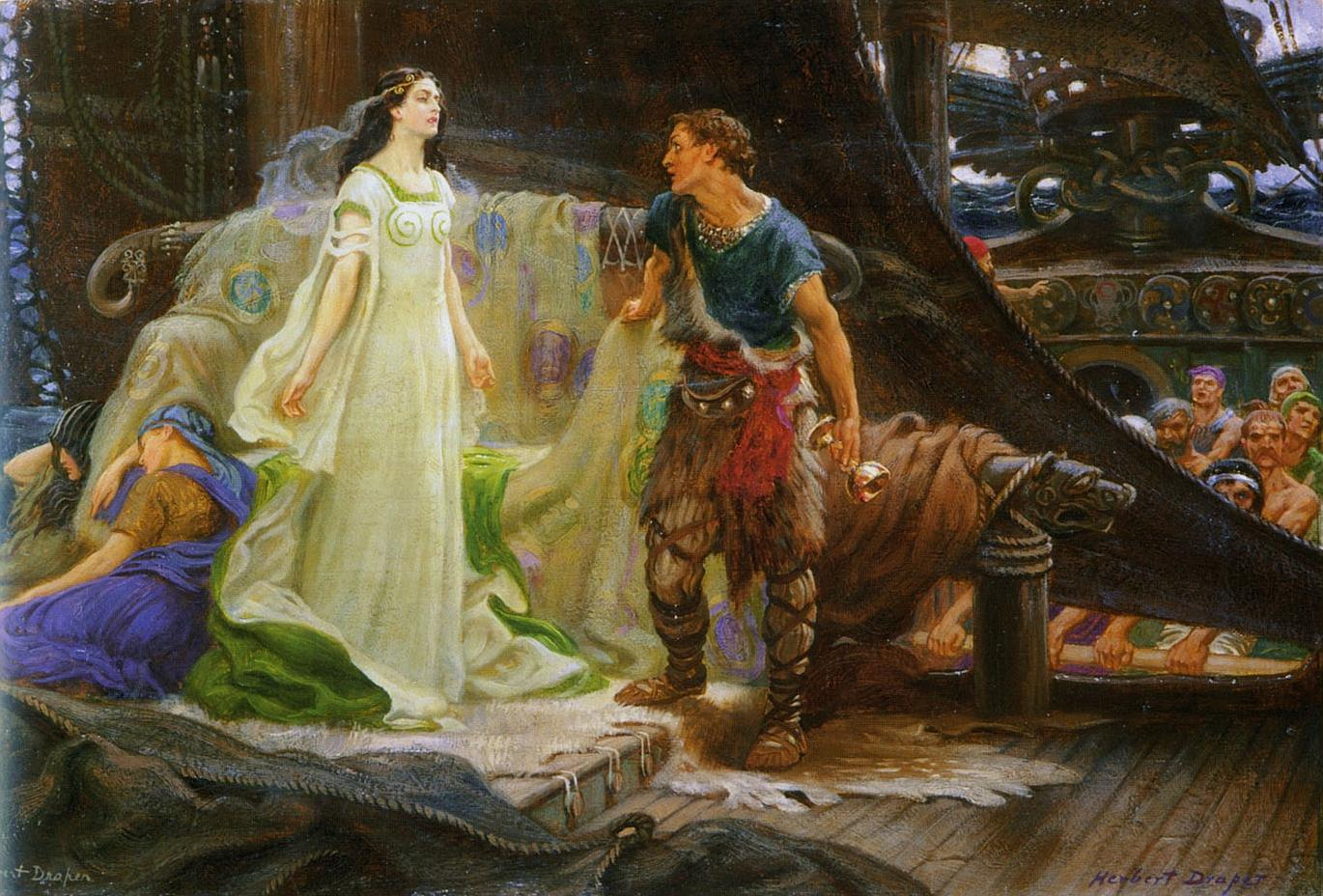
La saga s'ha comparat amb la història d'amor entre Tristany i Isolda, que es va traduir del nòrdic antic l'any 1226. La saga de Kormákr difereix, però, perquè Kormákr no només estima, sinó que també escriu sobre la seva amada.

La Saga de Kormákr (en norrè Kormáks saga) és una saga islandesa escrita al segle xii. Explica la història de Kormákr Ögmundarson, un poeta del segle x, i de Steingerðr Þorkelsdóttir, l'amor de la seva vida. Inclou alguns dels seus versos, que en gran manera tracten sobre els seus sentiments per ella. Està ben preservada, la qual cosa és molt significativa tenint en compte que es considera com una de les primeres a ser escrita. L'autor anònim es basa en una tradició oral i no sembla agregar molts elements de la seva pròpia collita ni integrar els fragments. En general es limita a establir sumàriament els escenaris per a les narracions del personatge.
Encara que es considera una obra de ficció, es mantenen certs dubtes —car els versos estan expressament creats per ser inclosos en la narrativa i són anteriors a la saga— que la seva atribució a Kormákr siga correcta i que el relat haja estat creat des de la mateixa essència dels versicles.
La saga està relacionada amb la Saga de Hallfreðar (en norrè: Hallfreðar saga o Hallfreðar saga vandræðaskálds). Els herois epònims de totes dues obres estan enamorats de les dones per les qui componen versos elaborats, però elles es mantenen estranyament poc inclinades a casar-se amb ells. Els erudits consideren que la Saga de Hallfreðar és més moderna i que està influenciada per la Saga de Kormákr.
La Saga de Kormákr ha estat traduïda al català per Inés García López i publicada en edició bilingüe a Adesiara editorial.

## Poema
Els següents versos representen alguns dels que es poden trobar a la poesia amorosa de Kormákr i ens parlen de la primera vegada que es troba amb Steingerðr (amb la traducció catalana d'Inés García López):
| Brunnu beggja kinna             | Les galtes esplendents                                 |  |
| bjǫrt ljós á mik drósar,        | de la dona m'abrusaven                                 |  |
| oss hlœgir þat eigi,            | com els troncs de fusta de la llar de foc              |  |
| eldhúss of við felldan;         | —no em complau pas—,                                   |  |
| enn til ǫkkla svanna            | perquè des que al llindar                              |  |
| ítrvaxins gatk líta,            | vaig clissar els turmells                              |  |
| þrǫ́ muna oss of ævi             | de la dona de bella talla                              |  |
| eldask, hjá þreskeldi.          | l'ardent desig no marxarà mai.                         |  |
|                                 |                                                        |  |
| Brámáni skein brúna             | La lluna de la pestanya de la Hrist,                   |  |
| brims und ljósum himni          | la valquíria de l'escuma d'herbes vestida de lli,      |  |
| Hristar hǫrvi glæstrar          | rutila com un falcó sota el lluminós cel de les celles |  |
| haukfránn á mik lauka;          | i resplendeix sobre meu.                               |  |
| en sá geisli sýslir             | Però aquest raig de lluna de la parpella               |  |
| síðan gullmens Fríðar           | de la Fríðr del collaret d'or                          |  |
| hvarmatungls ok hringa          | ens durà malestar                                      |  |
| Hlínar óþurft mína.             | a mi i a la Hlín dels anells.                          |  |
| — edició de Einar Ól. Sveinsson | — traducció d'Inés García López                        |  |